# Urho Karhumäki
Urho Johannes Karhumäki (* 7. Juni 1891 in Multia; † 26. Februar 1947 in Vihti) war ein finnischer Schriftsteller und Olympionike.

## Biografie
Urho Karhumäki kam 1891 als Sohn einer Bauernfamilie zur Welt. Als er 13 war, zog die Familie nach Saarijärvi, wo er in der öffentlichen Bücherei nach und nach alle Bücher las, so unter anderen Werke von Aleksis Kivi, Johannes Linnankoski und seinem späteren Lieblingsautor Juhani Aho. Nach seinem Abschluss einer Ausbildung zum Lehrer 1913 in Jyväskylä arbeitete er an den Volksschulen in Alavus, Padasjoki und ab 1915 schließlich in Vihti. Dort heiratete er 1916 Elin Ida Sipilä (* 1893 in Hausjärvi) und bekam mit ihr vier Kinder: Kaari Eliina (* 1917 in Vihti), Kauko Juhani (* 1919 in Vihti), Eero Taavi (* 1923 in Helsinki) und Tuomas Urho (* 1927 in Vihti). 1923 kaufte die Familie eine Farm, die sie Sahapelto nannten. Das Landleben war es, das seine späteren Werke maßgeblich beeinflusste.
1924 erschien sein Erstlingswerk Rantasuon sankari, das er innerhalb von zehn Tagen während seiner Genesung von einer Lungenentzündung verfasste. Weitere Werke, meist Romane und Kinderbücher, aber auch einige Theaterstücke und Kurzgeschichten, folgten. 1936 wurde der Roman Avoveteen (dt. Im freien Wasser) bei den Olympischen Spielen 1936 in Berlin mit der Goldmedaille in der Disziplin Epische Werke ausgezeichnet. Es handelt von Yrjö Niemelä, einem jungen Mann, der von einer Arbeit zur nächsten wechselt, bis er die wahre Liebe gefunden und als talentierter Athlet einen internationalen Wettbewerb als Läufer gewonnen hat. Das Buch wurde in mehrere Sprachen übersetzt und wie zwei weitere Werke verfilmt. Yli rajan, eine Liebesgeschichte, wurde bei den Internationalen Filmfestspielen von Venedig ausgezeichnet.
1938 wurde Kohumäki zum Direktor der Literaturvereinigung Nuoren Voiman Liitto ernannt, die meist Bücher von angehenden Schriftstellern veröffentlichte. Der Winterkrieg änderte den Inhalt seiner Geschichten etwas. So beschreibt Miesten Matkassa den Krieg aus Sicht seines Freundes Eemeli Lamminaho.
Karhumäki schrieb auch unter einigen Pseudonymen: Jussi Haukka, Nalle und Tavi Ylämaa.

## Werke (Auswahl)
- Rantasuon sankari, 1923 (1942 unter dem Titel Rantasuon raatajat verfilmt durch Orvo Saarikivi mit Ansa Ikonen und Eino Kaipainen)
- Kilpakihlat, 1927
- Syöttöpaikassa, 1929
- Kolkkakala ja muita kalapaloja, 1929
- Muotilääkäri, 1939
- Kymi nousee, 1930
- Taistelun takaa, 1930
- Ajasta vaari, 1931
- Herpmanin pojat, 1931
- Kallista maata, 1931
- Kerhoista ja kotoa, 1931
- Mylly pyörii, 1931
- Nurkkalan nuorten säästökilpailu, 1931
- Juoksijan rata, 1932
- Korpiherra, 1932
- Halki vuoren, 1933
- Hiihtäjän latu, 1933
- Möttösen äijän menninkäiset, 1934
- Ukkonen uhkaa, 1934
- Elämännälkä, 1935
- Tuli ja leimaus, 1935
- Vorttuuna ja Tiapolo, 1935
- Sinä saavut, 1935 (Briefroman mit Elsa Heporauta)
- Avoveteen, 1936 (1939 verfilmt durch Orvo Saarikivi mit Kullervo Kalske und Irma Seikkula)
- Elämän kouluun, 1936
- Elotalkoot ynnä muita pakinoita, 1937
- A.I.V.-rehua, 1938
- Testamentti, 1938
- Yli rajan, 1938 (1943 verfilmt durch Wilho Ilmari mit Irma Seikkula und Joel Rinne)
- Olympiakuumetta, 1939
- Työ Suomen Hyväks, 1939
- Tunturille, 1940
- Nuorison raittiustieto, 1940
- Miesten matkassa, 1941
- Kun käki kuukahti, 1942
- Voittajana maaliin, 1942
- Rantasuon raivaajat, 1943
- Nurkkalan nuorten kirikilpailu, 1943
- Kello soi, 1944
- Päivärannan kesä, 1944
- Terve sielu terveessä ruumiissa, 1944
- Viulu ja posetiivi, 1944
- Nuori kansalainen, 1945
- Jaakopin tikapuut, 1945
- Kylä järven rannalla, 1945
- Pääsiäisestä helluntaihin, 1945
- Rakkaus rakentaa, 1946
- Möttösen äijän menninkäiset, 1947
- Nallen pakinoita, 1947
- Yrjö juoksija, 1947 (gekürzte Version der Romane Avoveteen und Testamentti)
- Valitut teokset, 1960